# University Park (Texas)
University Park város az USA Texas államában, Dallas megyében. Lakosainak száma 25 278 fő (2020. április 1.).

## Népesség
A település népességének változása:
| Lakosok száma | 23 324 | 23 068 | 25 278 |
|               | 2000   | 2010   | 2020   |